# Monözie

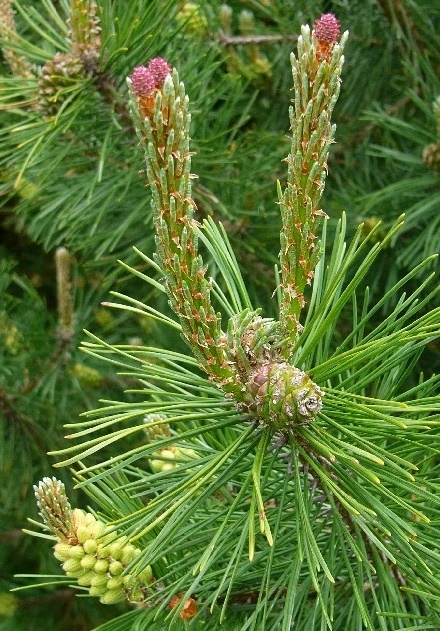
Pinus mugo; Zweig mit getrennten Blüten beiderlei Geschlechts

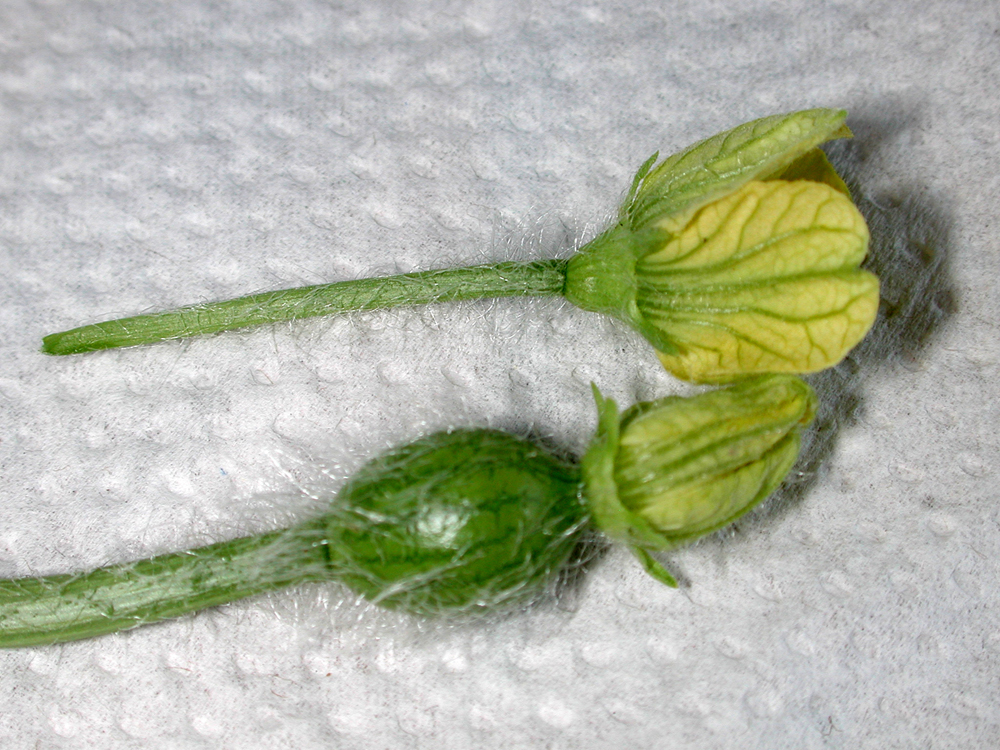
Männliche (oben) und weibliche Blüte der Wassermelone (Citrullus lanatus).

Monözie (altgriechisch μόνος mónos „allein“, „einzig“ und οἰκία oikia „Haus“) oder Einhäusigkeit beschreibt Samenpflanzen, die zugleich weibliche (karpel-, pistillate) und männliche (staminate) Blüten auf einem Pflanzenexemplar (Sporophyt) tragen. Die Blüten selber sind eingeschlechtig, haben also entweder nur (männliche) Staubblätter oder nur (weibliche) Fruchtblätter. Die Geschlechtsorgane der Pflanze sind also räumlich getrennt (diklin). Die Pflanze insgesamt ist zwittrig.
Bei Gametophyten bezeichnet Monözie, dass männliche und weibliche Geschlechtsorgane vorkommen, bei Algen und Pilzen auf einem Klon.
Die räumliche Trennung verschiedengeschlechtlicher Blüten gehört zu den Mechanismen zur Förderung der Fremdbestäubung. Eine weiter entfernte räumliche Trennung der Blüten liegt bei der Zweihäusigkeit (Diözie) vor, die Mischform ist die Subdiözie.

## Samenpflanzen
Monözische Samenpflanzen bilden eingeschlechtige Blüten auf einer Pflanze. Sie können jedoch relativ leicht ihr Geschlecht verändern. Dies geschieht durch genetische Änderung ihrer männlich-steril-Gene oder der weiblich-steril-Gene, oder auch durch Umwelteinflüsse. 
Monözie wird als ein abgeleitetes Merkmal angesehen, die ursprünglichen Bedecktsamer-Blüten waren zwittrig. Die Entwicklung zur Monözie dürfte über Andromonözie (männliche und zwittrige Blüten) und Gynomonözie (weibliche und zwittrige Blüten) verlaufen. Diese beiden Formen der Geschlechtsverteilung sind bei Arten mit Schirm- oder köpfchenförmigen Blütenständen relativ häufig anzutreffen. 
Meist sind männliche und weibliche Blüten nach einem bestimmten Schema an der Pflanze angeordnet. Bei den meisten Seggen (Carex) stehen die weiblichen Blüten oder Ährchen unten (proximal) und die männlichen oben (distal). 
Die meisten Arten mit Monözie sind wind- oder wasserbestäubt (Anemophilie bzw. Hydrophilie). Monözie ist für Fremdbestäuber ein effizienteres System als Zwitterblüten. Bei vielen monözischen Bäumen tragen Jungpflanzen überwiegend oder ausschließlich männliche Blüten, während ältere Pflanzen vorwiegend weibliche Blüten bilden. Dies wird damit erklärt, dass große Bäume über größere Ressourcen verfügen und deshalb besser imstande sind, die ressourcenaufwendigen Samen und Früchte zu bilden. Aus demselben Grund dürften Pflanzen unter Stress vorwiegend männliche Blüten bilden. Das Verhältnis männlicher zu weiblicher Blüten dürfte durch das Verhältnis von Cytokinin zu Auxin kontrolliert werden. Auch einige epiphytische Orchideen wie Catasetum viridiflavum bilden als kleine Pflanzen männliche Blüten, später weibliche. 
Monözie dürfte in vielen Fällen der Ausgangspunkt zur Evolution der Diözie gewesen sein. Bei Kulturpflanzen wurden in einigen Fällen jedoch monözische Sorten aus den ursprünglich diözischen Arten gezüchtet, so bei der Weinrebe Vitis vinifera und beim Hanf (Cannabis sativa). So wird der ökonomische Nachteil vermieden, ertragslose männliche Pflanzen anpflanzen zu müssen.